# Ratos de Porão
Ratos de Porão (en portugués Ratas de Sótano)  es una banda de hardcore punk formada en la ciudad de São Paulo, Brasil en 1981. Es uno de los grupos más conocidos del país junto a Sepultura, Angra y Viper. Su popularidad se extiende por gran parte de otros continentes y sobre todo en el sur de Europa (Francia, España, Italia y Portugal) donde realizan giras periódicamente.
Inician su andadura en el año 1981 con un sonido cercano al punk que con el paso del tiempo ha ido cambiando y evolucionando hacia otros estilos musicales, pero siempre utilizando la música como medio de reivindicación de derechos y crítica a la sociedad.

## Historia

### Primeros años
Ratos de Porão, o simplemente "RxDxPx", se formó en noviembre de 1981, existiendo en la escena punk rock brasileña (ciudad de São Paulo) (junto a bandas como Olho Seco, Cólera, Inocentes, Garotos Podres y Lobotomia). Directamente influenciados por bandas de la escena hardcore británica como Discharge, GBH, Chaos U.K. The Varukers y bandas suecas y finlandesas como Anti-Cimex y Kaaos, comenzaron a escribir canciones que criticaban la sociedad brasileña, un concepto revolucionario en la época. Su sonido está considerado como uno de los más crudos de su escena (porque otras bandas como Cólera y Garotos Podres sonaban más 'punk rock' que 'hardcore punk'). 
Su primer disco fue lanzado en 1983 y se tituló Crucificados pelo sistema. Lanzado en el sello Ataque Frontal, fue uno de los álbumes de hardcore más vendidos del país, y pronto fue considerado un clásico del punk a nivel mundial. La formación estaba formada por João Gordo (voz), Mingau (guitarra - luego en muchas bandas de punk y pop en Brasil, actualmente tocando en Ultraje a Rigor), Jabá (bajo) y Jão (batería). Poco después, con la caída de la escena punk de São Paulo (debido a la violencia de las pandillas asociada), la banda se separó y desde entonces João Gordo ha sido acusado de venderse y traicionar la ética D.I.Y. del movimiento hardcore punk por varias supuestas razones; ha dicho: "Soy un traidor desde 1983, porque les dije a los chicos que tocaba hardcore, no punk. Luego me etiquetaron. (...) Eso es un estigma".

### Inicio de la era Crossover Thrash
En 1985, RxDxPx regresó, pero con una formación y un sonido diferentes. Incorporaron thrash metal en su música, influenciado por bandas como Slayer, Exodus, Kreator y bandas de hardcore de todo el mundo que también estaban en la transición a un sonido de metal más thrash, como Suicidal Tendencies, D.R.I., English Dogs, Cro-Mags, Agnostic Front y otros (incluidas bandas brasileñas como Lobotomia y Armagedom). Jão pasó a tocar la guitarra y un viejo punk llamado Spaghetti (que luego adoptó un sonido de thrash metal) lo reemplazó en la batería. Posteriormente, lanzaron el disco Descanse Em Paz en 1986. 
Con su nuevo sonido, comenzaron a asociarse más con las bandas de heavy metal, haciéndose amigos los miembros de Sepultura (banda la cual fue muy influenciado por RxDxPx) y otras bandas de la escena brasileña de los años ochenta, incluidos Korzus y Anthares. Su siguiente lanzamiento de estudio con Baratos Afins Records, Cada Dia Mais Sujo e Agressivo de 1987, también fue lanzado en una versión en inglés (Dirty and Aggressive) (la banda temía que su inglés fuera tan gramaticalmente inexacto que muchos de sus aficionados nativos de habla inglesa podría ridiculizar sus letras traducidas). Este lanzamiento continuó los tempos de batería D-Beat de la banda. 
En 1989, firmaron con Roadrunner Records a instancias de Igor Cavalera de Sepultura, quien reprodujo una de las cintas de la banda para los ejecutivos del sello. RxDxPx luego fue a Alemania para grabar su próximo LP de estudio, Brasil. Con Harris Johns de Voivod y Tankard como productores, la calidad de producción de la banda mejoró sustancialmente en contraste con sus lanzamientos anteriores; la instrumentación era notablemente más técnica. 
En 1990, regresaron a Alemania para grabar su último álbum con la línea "clásica" de João Gordo, Jão, Jabá y Spaghetti. Con Harris Johns actuando nuevamente como productor, su siguiente álbum titulado Anarkophobia, fue recibido con críticas por parte de algunos fanáticos por ser el lanzamiento más metálico de la banda hasta la fecha, con composiciones de canciones considerablemente más complejas y largas y una musicalidad más técnica. Sin embargo, Anarkophobia aumentó su popularidad dentro de la escena mundial metalera de principios de la década de 1990. 
Pero a mediados de 1991, tuvieron su primer cambio de alineación en años, con Spaghetti dejando la banda, citando que había "cansado de la vida musical". Hicieron una audición a varios bateristas para reemplazarlo, incluido Beto Silesci de Korzus, pero la banda decidió que el estilo de Silesci era demasiado metal para la nueva dirección que planeaban seguir. Silesci a su vez fue reemplazado por Boka de la banda de thrash/death metal Psychic Possessor. En 1992, RxDxPx lanzó su primer álbum oficial en vivo, llamado Ao Vivo, con un correspondiente vídeo musical de la canción "Aids, Pop, Repressão" que recibió mucha difusión en Furia Metal de MTV (el equivalente brasileño de Headbangers Ball). 
En el declive de la escena thrash, bajo tensiones y problemas personales (Jabá dejó la banda y un fuerte problema con las drogas por parte de los integrantes), entraron al estudio en 1994 para grabar su único disco 'completamente en inglés', llamado Just Another Crime in Masacrelandia. El álbum sufrió una escasa producción y una baja promoción por parte del sello, y fue un momento difícil en la vida de RxDxPx.

### Regreso al Hardcore punk
Tras la salida de Jabá, la banda contó con varios bajistas diferentes y grabó un álbum de estudio con covers sólo de punk y hardcore llamado Feijoada Acidente?, una parodia al álbum de Guns N' Roses "The Spaghetti Incident?". (La feijoada es una comida tradicional de Brasil, un guiso a base de frijoles y carne de cerdo). Hubo dos versiones de este álbum: una que eran covers únicamente a bandas brasileñas como Olho Seco, Lobotomia, Garotos Podres, entre otras; y otro que eran covers únicamente de bandas no brasileñas como G.B.H., Black Flag, Anti-Cimex, Minor Threat, entre otras. En esa época, tocaban el bajo Walter Bart (que tocaba en una banda de punk llamadaNão Religião) y Pica Pau (pájaro carpintero en portugués), que permaneció en la banda hasta 1999. 
Lanzado en 1997, Carniceria Tropical marcó un regreso al hardcore y las letras portuguesas, y la banda recuperó su éxito anterior. El mismo año, João Gordo empezó a trabajar como VJ para MTV Brasil.
En 1999 se une a la banda el bajista Cristian "Fralda", quien tocaba en la banda de punk rock Blind Pigs, y entran al estudio para regrabar su primer disco, al que llamaron Sistemados Pelo Crucifa (una parodia el título original del álbum, Crucificados Pelo Sistema). La portada fue diseñada por el bajista de Korzus, Dick Siebert.

### Regreso al Crossover Thrash
En 2002, lanzaron el álbum Onisciente Coletivo, que volvió a tener más influencia del thrash metal, mezclando sus estilos de los años 80 y 90. El bajista Cristian "Fralda" se fue para unirse a la antigua banda de hardcore/crossover/thrash Lobotomia. En su lugar, se unió a la banda el bajista Paulo Júnior, un músico underground participe de bandas de hardcore como Discarga y Point Of No Return. 
En 2006, lanzaron Homem Inimigo Do Homem. 
El 13 de agosto de 2013, Ratos de Porão anunció en su página de Facebook que estaban trabajando en un nuevo álbum titulado Século Sinistro, el álbum fue lanzado el 27 de mayo de 2014.
Pasaron otros ocho años hasta el lanzamiento de su octavo álbum de estudio, Necropolítica, lanzado el 20 de mayo de 2022.
El 20 de febrero del 2023 lanzaron su noveno y más reciente álbum de estudio, Isentön Päunokü.

## Miembros
De la banda original solo queda el guitarrista Jão, poco después, en 1983, se incorpora Joao Gordo como vocal sustituyendo al cantante primigenio y el resto de la banda ha ido teniendo diversos componentes.
Su composición actual es la siguiente:
- Vocal: João Francisco Benedan, más conocido como Gordo (desde 1983)
- Batería: Boka (desde 1991)
- Guitarra: João Carlos Molina Estevez, conocido como Jão (desde los inicios de la Banda)
- Bajo: Paulo Sergio Sangiorgio Júnior, Juninho (desde 2004)

## Discografía
- Crucificados pelo sistema (1984)
- Descanse em paz (1986)
- Cada dia mais sujo e agressivo / Sucio y agresivo (1987)
- Brasil (1989)
- Anarkophobia (1991)
- Just another crime in massacreland (1993)
- Feijoada acidente? (Covering Brazilian bands) (1995)
- Feijoada acidente? (Covering non-Brazilian bands) (1995)
- Carniceria tropical (1997)
- Sistemados pelo crucifa (Regrabación del primer LP) (2000)
- Guerra civil canibal (2001)
- Onisciente coletivo (2002)
- Homem inimigo do homem (2006)
- Split con Looking for an Answer (2010)
- No Money No English (2012)
- Século sinistro (2014)
- Necropolítica (2022)
- Isentön päunokü (2023)